# Stan Frankel
Pour les articles homonymes, voir Frankel (homonymie).
Stan Frankel (né Stanley Phillips Frankel en 1919 à Los Angeles - mai 1978) est un chercheur en informatique et physicien américain.

## Biographie
Stanley Phillips Frankel est né en 1919 à Los Angeles. Il suit des cours universitaires à l'université de Rochester et obtient son Ph.D. en physique sous la direction de Robert Oppenheimer à l'université de Californie à Berkeley. Il commence sa carrière scientifique en tant que postdoctorant de Robert Oppenheimer à la même université en 1942.
Frankel met alors au point des techniques informatiques dans le but de développer la technologie nucléaire de l'époque. À partir de 1943, il participe au Projet Manhattan en rejoignant la division théorique du Laboratoire national de Los Alamos. Il organise des équipes de personnes (surnommées « ordinateurs »), qui ont recours à des calculatrices électromécaniques, chargées d'accomplir d'énormes quantités de calculs nécessaires aux réalisations du projet. Cependant, ces efforts sont insuffisants et Frankel se tourne alors vers des tabulatrices de la société IBM pour réduire les temps de calculs. Ces travaux amènent Frankel à s'intéresser à la nouvelle technologie des ordinateurs numériques.
En août 1945, Frankel et Nicholas Metropolis se rendent à la Moore School of Engineering en Pennsylvanie pour apprendre la programmation de l'ENIAC. Cet automne-là, ils participent à la mise au point d'un programme qui permet d'évaluer les chances de succès d'une arme thermonucléaire. Edward Teller utilise les résultats du programme dans un rapport publié au printemps de 1946 qui affirme qu'il est possible de mettre au point une telle arme.
En tant que chef du nouveau groupe d'informatique numérique à Caltech, Frankel travaille avec Berni Alder (en) en 1949 et 1950 au développement de ce qui est appelé aujourd'hui la « méthode de Monte-Carlo ». Ils s'appuient sur des techniques mises au point dans les années 1930 par Enrico Fermi. Manquant de ressources informatiques sur place, Frankel se rend en Angleterre en 1950 pour faire exécuter le programme d'Alder sur l'ordinateur Manchester Mark I. Cependant, le directeur de la thèse doctorale d'Alder doute de l'intérêt du sujet. Alder et Frankel attendent en 1955 avant de publier leurs résultats dans le Journal of Chemical Physics. En 1953, Teller et Metropolis ont publié un article sur cette technique dans la même journal, et ils reçoivent donc le crédit de son invention.
À la suite de la perte de son habilitation pendant le maccarthysme au début des années 1950, Frankel devient consultant en informatique (car il lui est interdit de travailler dans n'importe quel projet que le gouvernement des États-Unis subventionne). Pour le compte de la Continental Oil Company, il met au point l'ordinateur CONAC de 1954 à 1957, puis le LGP-30 (en) en 1956 (qui est fabriqué sous licence à partir d'un ordinateur qu'il a conçu pour le compte du Caltech). Le LGP-30 se vend à 500 exemplaires. Frankel conseille aussi la société Packard Bell lorsqu'elle met au point le PB-250. Son dernier projet informatique est le calculateur électronique SCM Marchant Cogito 240SR introduit sur le marché en 1965,.
Frankel publie plusieurs articles scientifiques pendant sa carrière. Quelques-uns explorent l'usage de l'échantillonnage statistique et la recherche de solutions à l'aide de machines. En 1947, il publie un article dans Physical Review où, lui et Metropolis, prédisent que les machines, grâce à des sommations, remplaceront avantageusement les humains pour les calculs d'intégrales. En septembre 1959, Frankel publie un article dans le journal IRE Transactions on Electronic Computers où il propose un ordinateur à micro-ondes qui a recours à des tubes à ondes progressives comme média de stockage, semblables mais plus rapides que la mémoire à ligne de délai en usage au début des années 1950. Il publie aussi un article sur une technique permettant de mesurer l'épaisseur d'un film de savon en 1966.
Stan Frankel est mort en mai 1978.

## Publications
- (en) Brevet U.S. 3518629 Recirculating Memory Timing, déposé en février 1964, accordé en juin 1970
- (en) S. Frankel et S. Phillips, « Elementary Derivation of Thermal Diffusion », Physical Review, vol. 57, no 7,‎ 7 avril 1940, p. 661
- (en) S. Frankel, « Calculations in the Liquid-Drop Model of Fission », Physical Review, vol. 72, no 10,‎ 15 novembre 1947, p. 914-925
- (en) Stanley P. Frankel, « Convergence Rates of Iterative Treatments of Partial Differential Equations », Mathematical Tables and Other Aids to Computation, vol. 4,‎ 1950, p. 65-75
- (en) S. Frankel, « The Logical Design of a Simple General Purpose Computer », IRE Transactions on Electronic Computers,‎ mars 1957, p. 5-14
- (en) S. Frankel, « On the Minimum Logical Complexity Required for a General Purpose Computer », IRE Transactions on Electronic Computers,‎ décembre 1958, p. 282-284
- (en) S. Frankel, « A Logic Design for a Microwave Computer », IRE Transactions on Electronic Computers,‎ septembre 1959, p. 271-276
- (en) Stanley P. Frankel et Karol J. Mysels, « On the ‘Dimpling’ During the Approach of Two Surfaces », Journal of Physical Chemistry, vol. 66,‎ janvier 1962, p. 190-191
- (en) Stanley P. Frankel et Karol J. Mysels, « Simplified Theory of Reflectometric Thickness Measurement of Structured Soap and Related Films », Journal of Applied Physics, vol. 37, no 10,‎ septembre 1966, p. 3725-3728